# دی.او.ای. (فیلم ۱۹۸۸)
دی. او.ای. (به انگلیسی: D.O.A.) فیلمی محصول سال ۱۹۸۸ و به کارگردانی راکی مورتون و آنابل جانکل است. در این فیلم بازیگرانی همچون دنیس کواید، مگ رایان، دانیل استرن، شارلوت رمپلینگ، جین کاچمارک، کریستوفر نیم، رابرت نپر، بریون جیمز و جک کهو ایفای نقش کرده‌اند.